# Mediapurge
Mediapurge ist ein kostenloses Medienverwaltungssystem für Audio-, Videodateien sowie Bilddateien für die Betriebssysteme Windows 7, Windows 8, Windows 10, Windows Server ab 2008 R2 und Linux. Das Programm hat sich auf die Duplikatsuche mit Hilfe von Akustischen Fingerabdrücken sowie Optischen Fingerabdrücken bei großen Datenmengen spezialisiert, unterstützt aber auch gängige Tag-Editor-Funktionen mit Unterstützung der Metadaten.
Der verantwortliche Entwickler ist Peter Lorenz.

## Funktionsumfang
Mediapurge unterstützt für die Duplikatsuche über Akustische Fingerabdrücke alle gängigen Audio-, Video- und Bildformate, wahlweise mit internem oder externem Decoder.
Für die Funktionen zum Aufräumen der Medienbestände werden alle gängigen Tag-Formate, darunter ID3 (ID3v1/ID3v2), Vorbis comment für FLAC und Ogg Vorbis, WMA, sowie Metadaten von RIFF-WAVE-Dateien unterstützt.
Das Programm besitzt eine assistentbasierende Oberfläche in deutscher und englischer Sprache, welche in einheitlichem Schema durch jede Funktion führt. Neben der Duplikatsuche kann das Programm auch automatisiert Mediendateien Umwandeln, auf den Datenträgern sortieren, Metadaten bearbeiten sowie Bestände abgleichen. Auf Parametereingaben wurde bewusst verzichtet, um die Arbeitsumgebung möglichst einfach zu gestalten, was den Funktionsumfang aber wiederum auf die bereitgestellten Optionen beschränkt.

## Geschichte
Mediapurge basiert auf MP3Find (Aufräumfunktionen 1999–2011), wurde aber vollständig neu implementiert. Der grobe Funktionsumfang sowie der bereits in MP3Find enthaltene Algorithmus zur Erstellung akustischer Fingerabdrücke und die integrierte Datenbank zur Verarbeitung großer Datenmengen wurden konzeptionell übernommen und weiterentwickelt.
Mit dem Gedanken, eine einfach zu bedienende Software für die am häufigsten benötigten Funktionen zur Pflege großer Medienbestände zu schaffen, wurde 2010 mit der Entwicklung von Mediapurge begonnen. Im Februar 2011 wurde die erste Programmversion veröffentlicht. Die Versionierung wurde hierbei fortgesetzt, wodurch Mediapurge nach etlichen Vorabversionen mit der Hauptversion 5 begann.
2013 bis 2014 wurde ein Compilerwechsel auf einen unicodefähigen Compiler durchgeführt, im Zuge dieses Wechsels wurden zwangsläufig die meisten Verarbeitungsroutinen neu geschrieben. Neben vielen kleinen Verbesserungen 2015 kamen 2016 weitere Formate wie Opus und WebM hinzu, zudem wurde die Free Lossless Audio Codec (FLAC)-Unterstützung ausgebaut. Die Arbeitsumgebung unterstützte ab diesem Zeitpunkt deutsch und englisch. Im Jahr 2017 wurde die Speicherunterstützung bis zur 4-GB-Grenze (unter Windows 7 oder Windows Server 2008 R2) freigeschaltet sowie der Umgang mit großen Dateien verbessert.
Seit 2018 steht eine native Version für Linux-basierende Betriebssysteme wie Ubuntu, Redhat, Suse auf der Website zum Download bereit. Für das Betriebssystem Windows 10 steht Mediapurge, zusätzlich zum Download auf der Herstellerwebseite, im Windows Store zum Download bereit.
Ab Version 6.5 ist eine Titelerkennung über die lokale Musikdatenbank möglich. Die offizielle Unterstützung von Bildern kam dann ebenfalls 2019 mit Version 6.6 hinzu. Für die Duplikatsuche von Bilddateien steht ein Verfahren, welches ähnlich der Verarbeitung von Audiodateien, mit Fingerabdrücken arbeitet, zur Verfügung.
Im Dezember 2019 gab es einen großen Rollout aller Programme, welcher im Wesentlichen aus einem internen Qualitäts-Audit hervorging und, zumindest für Mediapurge, wenig neue Funktionalität hervorbrachte. Ebenfalls im selben Monat war das zwanzigjährige Jubiläum der gemeinsamen Codebasis, welche im Dezember 1999 mit MP3Find begann.
Nachdem die Artikel in den Zeitschriften LinuxUser sowie LinuxMagazin auf einige anfängliche Schwächen des neuen Bilderkennungsalgorithmus hinwiesen, wurde dieser noch einmal verbessert, um in der Voreinstellung tatsächlich nur Bildduplikate zu finden. Das Erkennen von stark ähnelnden Bildmotiven ist weiterhin möglich, hierzu bietet die Software die Möglichkeit, die Vergleichsgenauigkeit herabzusetzen, sowie Vorschläge für Einstellungen je nach Anwendungsgebiet. Die neue Bilderkennung wurde Anfang 2020 für Windows- und Linuxbenutzer in den Makt gebracht.
Die ebenfalls Anfang 2020 angekündigte Erweiterung um eine web-basierende Datenbank zur automatischen Vervollständigung von Metainformationen wird vorerst doch keinen Einzug in Mediapurge finden, sondern stattdessen in einem eigenen Produkt mit dem Namen TagComplete umgesetzt, welches auf der Technologie von Mediapurge basiert.

## Technologie
Die Duplikat Erkennung von Mediapurge basiert auf einer hauseigenen Technologie, dem MAFP (MAFP, mp3find acoustic fingerprint), welcher primär für diesen Zweck entwickelt wurde, aber auch zur Titelidentifikation verwendet werden kann. Die Verarbeitungsbibliotheken unterteilen sich in die Bereiche Titelerkennung (Decoder, Analysealgorithmen) und Titelidentifikation (Vergleichsalgorithmen, Datenbank). Die akustischen Fingerabdrücke selbst bestehen aus einem zweiteiligen Schlüsselpaar, welcher die für die Erkennung signifikanten Merkmale des Audioprofils widerspiegelt. Die Schlüssellänge variiert je nach Titellänge, es ist möglich, mit Hilfe des MAFP unvollständige Musikprofile zu erkennen.
Für die Verwendung der Technologie in TagComplete wurde die Verarbeitungsbibliothek um Funktionalität zur Remotereplikation sowie Datenabgleich mittels Webservice erweitert.
Der Quellcode der Verarbeitungsbibliothek sowie die Spezifikation des Webservice – TagComplete API V1 – ist nicht frei zugänglich.